# Publius Vinicius
Publius Vinicius war ein römischer Politiker zu Beginn des 1. Jahrhunderts n. Chr.
Der Sohn von Marcus Vinicius wurde unter Kaiser Augustus Prokonsul der römischen Provinz Macedonia; einer seiner Militärtribunen war damals der römische Geschichtsschreiber Velleius Paterculus. Im Jahr 2 n. Chr. amtierte Vinicius als ordentlicher Konsul und einige Jahre später, wohl 8/9 n. Chr., vielleicht als Prokonsul der Provinz Asia. Er war auch als ausgezeichneter Redner vor Gericht tätig, lehnte es aber 20 n. Chr. ab, den wegen Hochverrats und Ermordung des Germanicus angeklagten Gnaeus Calpurnius Piso zu verteidigen.
Sein Sohn war Marcus Vinicius, zweimal Konsul und mit dem Kaiserhaus verschwägert.